# John Armstrong junior

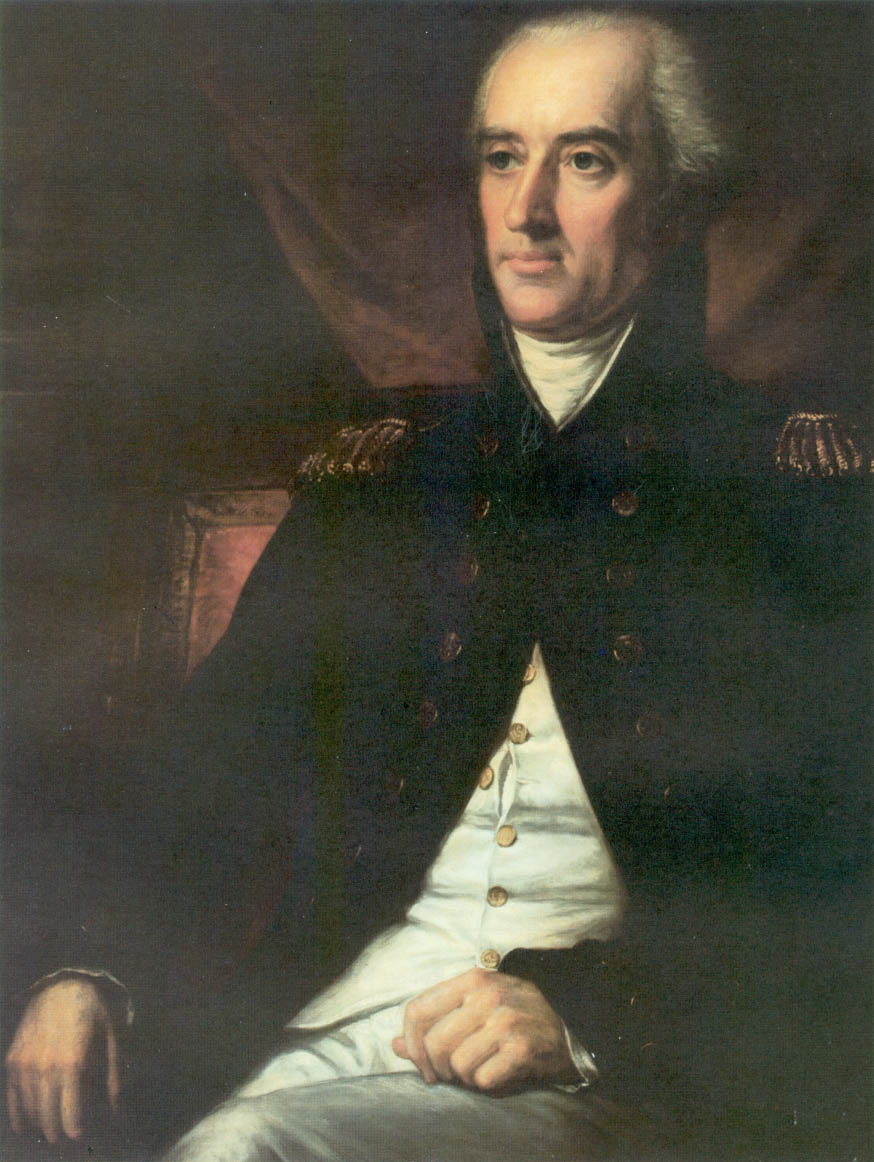
John Armstrong

John Armstrong Jr. (* 25. November 1758 in Carlisle, Provinz Pennsylvania; † 1. April 1843 in Red Hook, New York) war ein US-amerikanischer Offizier und Politiker. Er war ein Delegierter des Kontinentalkongresses, Senator von New York und Kriegsminister.
John Jr. war der Sohn von John Armstrong senior und Rebecca (Lyon) Armstrong. Nach seiner Schulzeit in Carlisle studierte er am College von New Jersey (heute Princeton University). Er unterbrach sein Studium in Princeton 1775 und ging nach Pennsylvania zurück, um sich dem Kampf um die amerikanische Unabhängigkeit anzuschließen.

## Amerikanischer Unabhängigkeitskrieg
Der junge Armstrong schloss sich dem Pennsylvania-Miliz-Regiment an, aber schon im folgenden Jahr wurde er ein Berater von General Hugh Mercer in der Kontinentalarmee. In dieser Rolle trug er den verwundeten und sterbenden General Mercer bei der Schlacht von Princeton vom Feld. Nachdem der General am 12. Januar 1777 gestorben war, wurde Armstrong Berater von General Horatio Gates. Er blieb bei Gates bis zu der Schlacht von Saratoga, dann trat er wegen gesundheitlicher Probleme zurück. 1782 bat Gates ihn zurückzukommen. Armstrong trat Gates’ Generalstab als sein Berater mit dem Rang eines Majors, den er bis zum Ende des Krieges behielt, bei.

### Newburgh-Briefe
Während des Feldlagers mit Gates bei Newburgh, New York wurde Armstrong in die Newburgh-Verschwörung verwickelt. Er wird allgemein als Autor von zwei anonymen Briefen angesehen, die an die Offiziere des Lagers gerichtet waren, dies wurde jedoch nie offiziell bestätigt. Der erste (datiert auf den 10. März 1783) trug den Titel An Address to the Officers und forderte eine Versammlung, die über die ausstehenden Sold und andere Unzufriedenheiten mit dem Kongress diskutieren sollte. Außerdem sollte ein Aktionsplan aufgestellt werden. Nachdem General Washington die Auflösung der Versammlung befohlen und um die Bildung einer kleineren am 15. März gebeten hatte, erschien ein zweiter Brief, in dem behauptet wurde, dass Washington ihre Handlungen unterstütze.
Washington entschärfte diesen Protest, ohne dass es zu einer Meuterei kam.

## Nach der Revolution
Armstrong kehrte 1783 nach Hause in Carlisle zurück und wurde als Generaladjutant von Pennsylvanias Miliz bekannt. Er diente als Secretary of the Commonwealth von Pennsylvania unter den Präsidenten Dickinson und Franklin. Zwischen 1787 und 1788 war er ein Delegierter von Pennsylvania im Kontinentalkongress. Der Kongress bot ihm an, ihn zum „Chief Justice“ des Nordwestterritoriums zu machen. Er lehnte dieses ab sowie alle anderen Staatsämter, die ihm in den folgenden zwei Jahren angeboten wurden.
1789 heiratete Armstrong Alida Livingston aus New York, Schwester von Robert R. Livingston (1746–1813). Er zog nach New York und lebte als Gentleman auf einer Plantage, die seine Familie in Dutchess County, New York gekauft hatte. Er war Sklavenhalter.
Im August 1800, als John Laurance aus dem US-Senat zurücktrat, wurde er als Jefferson-Republikaner gewählt und 1802 wieder gewählt. Er trat jedoch am 5. Februar 1802 zurück.
Nach dem Rücktritt von Theodorus Bailey kehrte Armstrong 1804 in den Senat zurück. Nach vier Monaten ernannte ihn Präsident Thomas Jefferson zum diplomatischen Vertreter in Frankreich. Hier blieb er bis 1810. 1806 vertrat er die Vereinigten Staaten auch am spanischen Hof.
Als der Britisch-Amerikanische Krieg ausbrach, wurde Armstrong zum Militärdienst eingezogen. Als Brigadegeneral oblag ihm die Verteidigung des Hafens von New York. 1813 ernannte ihn Präsident James Madison zum Kriegsminister. Das während seiner Amtszeit errichtete Fort Armstrong in Illinois wurde nach ihm benannt. Armstrong nahm eine Reihe Änderungen in den Streitkräften vor, jedoch wurde er im September 1814 zum Rücktritt gezwungen, nachdem er beschuldigt worden war, den Brand von Washington im August nicht unter Kontrolle gebracht zu haben.

## Späteres Leben
Armstrong kehrte auf seine Plantage zurück und zog sich ins Privatleben zurück. Er veröffentlichte eine Anzahl von historischen, biographischen, sowie einige Arbeiten über Landwirtschaft. Er starb am 1. April 1843 zu Hause in Red Hook und wurde auf dem Friedhof in Rhinebeck begraben.
Die Armstrong-Farm im Dutchess County existiert noch (heute im Besitz der Livingstonsfamilie).